# Ntlo ya Dikgosi
La Chambre des Chefs (setswana : Ntlo ya Dikgosi) ne fait pas expressément partie du Parlement. Selon la Constitution, le Parlement comprend uniquement le président et l'Assemblée nationale (art. V-5). L'article 88 prévoit que la saisine de la Chambre des Chefs est obligatoire lorsque le Parlement examine un texte susceptible d'affecter :
- les modes de désignation des Chefs traditionnels,
- les compétences des juridictions traditionnelles,
- la loi coutumière,
- l'organisation et la propriété tribales.

La Chambre des Chefs est donc seulement un organe spécialisé et consultatif.

## Composition
Elle est composée de 15 membres :
- 8 membres de droit: les chefs héréditaires des principales tribus (BaKgatla, BaKwêna, BaMalete, BamaNgwato, BaNgwaketse, BaRôlông, BaTawana et BaTlôkwa) ;
- 4 membres élus ;
- 3 membres élus spéciaux.

## Élections
Les 4 membres élus le sont par et parmi les « sous-chefs » des 4 districts gouvernementaux :
- Chobe,
- North East,
- Ghanzi,
- Kgalagadi.

Les 3 membres élus spéciaux sont élus par les 8 membres de droit et les 4 membres élus.
Éligibilité :
- ne pas avoir été activement engagé dans la vie politique au cours des 5 années précédentes ;
- être de nationalité botswanaise ;
- être âgé de 21 ans au moins ;
- parler et écrire l'anglais suffisamment bien pour participer aux travaux ;
- être électeur à l'élection de l'Assemblée nationale.

Durée du mandat : même que l'Assemblée nationale.